# Kijev metróállomásainak listája

A kijevi metróhálózat fejlődése

Ez a lista Ukrajna fővárosának, Kijevnek a metróállomásait sorolja fel. A Kijevi metró első állomása 1960-ban nyílt meg, jelenleg a metrónak 52 állomása van.

## A lista
| V      | Angol név                                                                                      | Ukrán név                                                                            | Megnyitás dátuma | Típus       | Mélység          | Kép |
| ------ | ---------------------------------------------------------------------------------------------- | ------------------------------------------------------------------------------------ | ---------------- | ----------- | ---------------- | --- |
| Line 1 | Akademmistechko                                                                                | Академмістечко                                                                       | 2003-5-24        | föld alatti | 11 m (36 ft)     |     |
| Line 1 | Zhytomyrska                                                                                    | Житомирська                                                                          | 2003-5-24        | föld alatti | 10 m (33 ft)     |     |
| Line 1 | Sviatoshyn Sviatoshyno (1971–1991)                                                             | Святошин Святошино (1971–1991)                                                       | 1971-11-5        | föld alatti | 12 m (39 ft)     |     |
| Line 1 | Nyvky                                                                                          | Нивки                                                                                | 1971-11-5        | föld alatti | 12,5 m (41 ft)   |     |
| Line 1 | Beresteiska Zhovtneva (1971–1993)                                                              | Берестейська Жовтнева (1971–1993)                                                    | 1971-11-5        | föld alatti | 11 m (36 ft)     |     |
| Line 1 | Shuliavska Zavod Bilshovyk (1963–1993)                                                         | Шулявська Завод Більшовик (1963–1993)                                                | 1963-11-5        | föld alatti | 92 m (302 ft)    |     |
| Line 1 | Politekhnichnyi Instytut                                                                       | Політехнічний інститут                                                               | 1963-11-5        | föld alatti | 55 m (180 ft)    |     |
| Line 1 | Vokzalna                                                                                       | Вокзальна                                                                            | 1960-11-6        | föld alatti | 42 m (138 ft)    |     |
| Line 1 | Universytet                                                                                    | Університет                                                                          | 1960-11-6        | föld alatti | 87 m (285 ft)    |     |
| Line 1 | Teatralna Leninska (1987–1992)                                                                 | Театральна Ленінська (1987–1992)                                                     | 1987-11-6        | föld alatti | 70 m (230 ft)    |     |
| Line 1 | Khreshchatyk                                                                                   | Хрещатик                                                                             | 1960-11-6        | föld alatti | 60 m (197 ft)    |     |
| Line 1 | Arsenalna                                                                                      | Арсенальна                                                                           | 1960-11-6        | föld alatti | 105,5 m (346 ft) |     |
| Line 1 | Dnipro                                                                                         | Дніпро                                                                               | 1960-11-6        | bridge      | 0 m (0 ft)       |     |
| Line 1 | Hidropark                                                                                      | Гідропарк                                                                            | 1965-11-5        | surface     | 0 m (0 ft)       |     |
| Line 1 | Livoberezhna                                                                                   | Лівобережна                                                                          | 1965-11-5        | bridge      | 0 m (0 ft)       |     |
| Line 1 | Darnytsia                                                                                      | Дарниця                                                                              | 1965-11-5        | surface     | 0 m (0 ft)       |     |
| Line 1 | Chernihivska Komsomolska (1968–1993)                                                           | Чернігівська Комсомольська (1968–1993)                                               | 1968-11-4        | surface     | 0 m (0 ft)       |     |
| Line 1 | Lisova Pionerska (1979–1993)                                                                   | Лісова Піонерська (1979–1993)                                                        | 1968-12-5        | surface     | 0 m (0 ft)       |     |
| Line 2 | Heroiv Dnipra                                                                                  | Героїв Дніпра                                                                        | 1982-11-6        | föld alatti | 5 m (16 ft)      |     |
| Line 2 | Minska                                                                                         | Мінська                                                                              | 1982-11-6        | föld alatti | 8 m (26 ft)      |     |
| Line 2 | Obolon Prospekt Korniichuka (1980–1990)                                                        | Оболонь Проспект Корнійчука (1980–1990)                                              | 1980-12-19       | föld alatti | 6,5 m (21 ft)    |     |
| Line 2 | Pochaina Petrivka (1980–2018)                                                                  | Почайна Петрівка (1980–2018)                                                         | 1980-12-19       | föld alatti | 6 m (20 ft)      |     |
| Line 2 | Tarasa Shevchenka                                                                              | Тараса Шевченка                                                                      | 1980-12-19       | föld alatti | 7 m (23 ft)      |     |
| Line 2 | Kontraktova Ploshcha Chervona Ploshcha (1976–1990)                                             | Контрактова площа Червона площа (1976–1990)                                          | 1976-12-17       | föld alatti | 8 m (26 ft)      |     |
| Line 2 | Poshtova Ploshcha                                                                              | Поштова площа                                                                        | 1976-12-17       | föld alatti | 10 m (33 ft)     |     |
| Line 2 | Maidan Nezalezhnosti Ploshcha Kalinina (1976–1977) Ploshcha Zhovtnevoi Revoliutsii (1977–1991) | Майдан Незалежності Площа Калініна (1976–1977) Площа Жовтневої революції (1977–1991) | 1976-12-17       | föld alatti | 60 m (197 ft)    |     |
| Line 2 | Ploshcha Ukrainskykh Heroiv Ploshcha Lva Tolstoho (1981–2023)                                  | Площа Українських героїв Площа Льва Толстого (1981–2023)                             | 1981-12-19       | föld alatti | 72 m (236 ft)    |     |
| Line 2 | Olimpiiska Respublikanskyi Stadion (1981–2011)                                                 | Олімпійська Республіканський стадіон (1981–2011)                                     | 1981-12-19       | föld alatti | 37 m (121 ft)    |     |
| Line 2 | Palats Ukraina Chervonoarmiiska (1984–1993)                                                    | Палац Україна Червоноармійська (1984–1993)                                           | 1984-12-30       | föld alatti | 32 m (105 ft)    |     |
| Line 2 | Lybidska Dzerzhynska (1984–1993)                                                               | Либідська Дзержинська (1984–1993)                                                    | 1984-12-30       | föld alatti | 22 m (72 ft)     |     |
| Line 2 | Demiivska                                                                                      | Деміївська                                                                           | 2010-12-15       | föld alatti | 12 m (39 ft)     |     |
| Line 2 | Holosiivska                                                                                    | Голосіївська                                                                         | 2010-12-15       | föld alatti | 12 m (39 ft)     |     |
| Line 2 | Vasylkivska                                                                                    | Васильківська                                                                        | 2010-12-15       | föld alatti | 8 m (26 ft)      |     |
| Line 2 | Vystavkovyi Tsentr                                                                             | Виставковий центр                                                                    | 2011-12-27       | föld alatti | 8 m (26 ft)      |     |
| Line 2 | Ipodrom                                                                                        | Іподром                                                                              | 2012-10-25       | föld alatti | 12 m (39 ft)     |     |
| Line 2 | Teremky                                                                                        | Теремки                                                                              | 2013-10-25       | föld alatti | 12 m (39 ft)     |     |
| Line 3 | Marshala Hrechka                                                                               | Маршала Гречка                                                                       | 2024             | föld alatti | 5 m (16 ft)      |     |
| Line 3 | Vynohradar                                                                                     | Виноградар                                                                           | 2024             | föld alatti | ?                |     |
| Line 3 | Varshavska                                                                                     | Варшавська                                                                           | 2024             | föld alatti | 15 m (49 ft)     |     |
| Line 3 | Mostytska                                                                                      | Мостицька                                                                            | 2024             | föld alatti | 12 m (39 ft)     |     |
| Line 3 | Syrets                                                                                         | Сирецька                                                                             | 2004-10-14       | föld alatti | 60 m (197 ft)    |     |
| Line 3 | Dorohozhychi                                                                                   | Дорогожичі                                                                           | 2000-3-30        | föld alatti | 76 m (249 ft)    |     |
| Line 3 | Lukianivska                                                                                    | Лук'янівська                                                                         | 1996-12-30       | föld alatti | 69 m (226 ft)    |     |
| Line 3 | Lvivska Brama                                                                                  | Львівська брама                                                                      | on hold          | föld alatti | 90 m (295 ft)    |     |
| Line 3 | Zoloti Vorota                                                                                  | Золоті ворота                                                                        | 1989-12-31       | föld alatti | 96,5 m (317 ft)  |     |
| Line 3 | Palats Sportu                                                                                  | Палац спорту                                                                         | 1989-12-31       | föld alatti | 72 m (236 ft)    |     |
| Line 3 | Klovska Mechnykova (1989–1993)                                                                 | Кловська Мечникова (1989–1993)                                                       | 1989-12-31       | föld alatti | 40 m (131 ft)    |     |
| Line 3 | Pecherska                                                                                      | Печерська                                                                            | 1997-12-27       | föld alatti | 89 m (292 ft)    |     |
| Line 3 | Zvirynetska Druzhby Narodiv (1991–2023)                                                        | Звіринецька Дружби народів (1991–2023)                                               | 1991-12-30       | föld alatti | 66 m (217 ft)    |     |
| Line 3 | Vydubychi                                                                                      | Видубичі                                                                             | 1991-12-30       | föld alatti | 8 m (26 ft)      |     |
| Line 3 | Telychka                                                                                       | Теличка                                                                              | on hold          | föld alatti | ?                |     |
| Line 3 | Slavutych                                                                                      | Славутич                                                                             | 1992-12-30       | föld alatti | 7 m (23 ft)      |     |
| Line 3 | Osokorky                                                                                       | Осокорки                                                                             | 1992-12-30       | föld alatti | 9 m (30 ft)      |     |
| Line 3 | Pozniaky                                                                                       | Позняки                                                                              | 1994-12-28       | föld alatti | 12 m (39 ft)     |     |
| Line 3 | Kharkivska                                                                                     | Харківська                                                                           | 1994-12-28       | föld alatti | 8 m (26 ft)      |     |
| Line 3 | Vyrlytsia                                                                                      | Вирлиця                                                                              | 2006-3-8         | föld alatti | 8 m (26 ft)      |     |
| Line 3 | Boryspilska                                                                                    | Бориспільська                                                                        | 2005-8-23        | föld alatti | 8 m (26 ft)      |     |
| Line 3 | Chervonyi Khutir                                                                               | Червоний хутір                                                                       | 2008-5-23        | föld alatti | 8 m (26 ft)      |     |